# Antoni Niemancewicz
Antoni Niemancewicz SJ (biał. Антон Неманцэвіч; ur. 8 lutego 1893 w Petersburgu, zm. 6 stycznia 1943 w Mińsku) – białoruski duchowny katolicki, jezuita, doktor teologii, egzarcha Białoruskiego Kościoła Greckokatolickiego w latach 1940–1943.

## Życiorys
Absolwent Akademii Duchownej w Sankt Petersburgu. Po I wojnie światowej jako kapłan rzymskokatolicki za swoją gorliwą działalność duszpasterską był prześladowany w Rosji sowieckiej. W 1919 roku został aresztowany przez władze bolszewickie i trafił do więzienia. W 1925 roku w drodze wymiany więźniów przyjechał do Polski. Następnie wyjechał do Rzymu, gdzie w latach 1925–1927 odbył studia doktoranckie w Papieskim Instytucie Wschodnim. W 1928 roku został wykładowcą na Katolickim Uniwersytecie Lubelskim. W 1929 roku przeszedł z obrządku łacińskiego na bizantyjski. Wstąpił do klasztoru jezuitów w Albertyniu.
Jako jezuita prowadził działalność misyjną w ramach Kościoła neounickiego w Polsce. W latach 1932–1939 był redaktorem czasopism kościelnych Da Złuczeńnia i Złuczeńnie, w których propagował odrodzenie świadomości narodowej wśród Białorusinów. Od 1929 roku proboszcz parafii greckokatolickiej w Albertyniu, a od 1933 roku proboszcz parafii greckokatolickiej w Synkowiczach, wykładowca teologii pastoralnej Papieskiego Seminarium Wschodniego w Dubnie.
W 1939 roku po zakończeniu kampanii wrześniowej, wcieleniu Kresów Wschodnich do ZSRR i rezygnacji ze stanowiska egzarchy Wołynia, Podlasia i Polesia, Mikołaja Czarneckiego stanął na czele Kościoła greckokatolickiego na Białorusi. 17 września 1940 roku został mianowany przez arcybiskupa lwowskiego, Andrzeja Szeptyckiego egzarchą Białoruskiego Kościoła Greckokatolickiego z siedzibą w Albertyniu. 5 stycznia 1942 roku otrzymał dla swojej misji zatwierdzenie papieskie. Pozwoliło mu to na krótko wznowić legalną działalność Kościoła neounickiego na terenach Białoruskiej Socjalistycznej Republiki Radzieckiej okupowanych przez wojska niemieckie.
W lecie 1942 roku został aresztowany przez Niemców. Zmarł 6 stycznia 1943 roku śmiercią męczeńską w szpitalu więziennym Sicherheitsdienst w Mińsku.